# Andigena nigrirostris
Andigena nigrirostris là một loài chim trong họ Ramphastidae.